# Henri Émile Sauvage
Pour les articles homonymes, voir Sauvage (homonymie).
Henri Émile Sauvage, né le 22 septembre 1842 à Boulogne-sur-mer et décédé le 3 janvier 1917 dans la même ville  est un paléontologue, ichtyologiste et herpétologue français. Une espèce d'amphibiens, Phyllomedusa sauvagii, lui a été dédiée par George Albert Boulenger en 1882.

## Biographie
Il s'intéresse très jeune à l'anthropologie. Dès 1866, avec Ernest Hamy, il publie une étude sur les terrains quaternaires du Boulonnais et sur les débris d'industrie humaine qu'ils renferment.
Il est docteur en médecine de la Faculté de Paris en 1869 avec une thèse ayant pour titre  Recherches sur l'état sénile du crâne sous la direction de Paul Broca. Il est aide-major des mobilisés du Pas-de-Calais durant la Guerre franco-allemande de 1870.
Il est ensuite aide-naturaliste de la chaire d'Herpétologie du Muséum national d'histoire naturelle à Paris jusqu'en 1883. il publie en 1880, une étude sur les poissons des faluns de Bretagne.
En 1883, il est le premier directeur de la station aquicole de Boulogne-sur-Mer, remplacé par Eugène Canu en 1895. Il est ensuite conservateur du Musée de Boulogne qu'il hisse parmi les mieux classés et des mieux entretenus de province.
Il publie de nombreux articles sur les dinosaures et autres reptiles datant du Jurassique supérieur (Morinosaurus, Neosodon, Liopleurodon) et d'autres vertébrés de la région du Boulonnais dans le nord de la France.
En 1893, Philippe Thomas publie les résultats paléontologiques de la Mission tunisienne d'exploration scientifique (1885-1886) en six fascicules plus un atlas, comprenant les travaux de Victor-Auguste Gauthier (oursins), Arnould Locard (Mollusques), Auguste Péron (Brachiopodes, Bryozoaires et Pentacrinites) et Henri Émile Sauvage (poissons).
Il apporte d'importantes contributions à la paléontologie des vertébrés au Portugal, décrivant en 1897, Suchosaurus girardi à partir de fragments de mâchoire trouvés dans ce pays.
Le Lusonectes sauvagei de l'espèce Plesiosauridae commémore son nom, tout comme l'espèce de crustacé Pseudanthessius sauvagei et l'espèce de gecko Bavayia sauvagii.

## Livres
- Études paléo-ichthyologiques. Catalogue des poissons des formations secondaires du Boulonnais,Boulogne-sur-Mer : impr. de C. Aigre, 100 pages, 1867[5].
- A. E. Brehm, Les reptiles et les batraciens (Merveilles de la nature), édition française par E. Sauvage, Librairie J.-B. Baillière et Fils, Paris, 1885
- Faunes ichthyologique et entomologique avec Charles Brongniart , Saint-Étienne : impr. Théolier, 638 pages, 1888[6].
- Musées municipaux de Boulogne-sur-Mer : guide, Boulogne-sur-Mer : impr. de Vve Cabre, 28 pages, 1898[7].